# 加薩海岸地區議會
加薩海岸地區議會（羅馬化：Mo'atza Azorit Hof Aza）是以色列一個曾經存在的地區議會。自從1967年六日戰爭中佔領加薩走廊後，以色列為管轄在其上建立的猶太定居點而於1979年成立，並由南部區管轄。但隨著2005年以色列撤离加沙，加薩海岸地區議會於當年8月解散，其居民皆被撤離，而所有定居點均受到不同程度的拆毀和廢棄。

## 歷史

1993年以色列佔領加薩走廊的地圖，以色列定居點被標記為藍色。其中聚集在南加薩地區的17個定居點被稱為收成集群。

在納哈爾佔領軍進駐加薩走廊和西奈半島建設定居點的初期，就曾有提案要在兩個地區各自設立一個定居點地區議會，但這一想法由於內政部無法與這些地區議會合作、且國防部不願承擔相關費用而被放棄。1979年5月，加薩海岸地區議會在以色列國防軍的命令下成立，並由魯文·羅森布拉特出任首位議會首長。
隨著時間推移，加薩海岸地區議會轄下的定居點從最初的5個—卡提夫、加尼塔爾、內澤爾哈薩尼、莫拉格和南方村—成長到21個，其鼎盛時期人口約8,900人，其中又以由17個聚集在南加薩地區、以農業為主力的定居點所組成的定居點集群「收成集群（古什卡提夫）」最為突出。加薩海岸地區議會的首府設於其中規模最大的定居點、有「收成集群首都」之稱的內維德卡林。
到了2005年，以色列國會通過了《撤離計畫實施法》，正式實行時任以色列总理艾里爾·夏隆推行的以色列撤離加薩計畫。加薩海岸地區議會於當年8月15日在第一個定居點開始撤離後停止運作，並在9月12日全數居民撤離完成後正式解散。

### 解散之後
加薩海岸地區議會轄下的定居點均受到以軍或加薩方不同程度的拆毀和廢棄，但也有部分被保留，比如內維德卡林的一處百貨商場被阿克薩大學挪用為新校舍。哈瑪斯將部分定居點改造成軍事基地和訓練場，並曾在2007年打算在加尼塔爾原址建立「媒體城」，之前也曾計畫在莫拉格原址建造「謝赫哈利法城」（Sheikh Khalifa City）住宅區，但兩個開發案皆無下文。
被撤離的加薩海岸地區議會居民先被暫時安置在尼贊、阿瑪茨亞等靠近加薩走廊的村莊之後再遷往別處：西拉特哈亞姆的居民遷往約旦河西岸地區的定居點漢姆達特、加尼塔爾與內澤爾哈薩尼的居民在中央區梭烈溪地區議會各自興建了同名村莊，而內維德卡林的居民則在南部區拉吉地區議會內建立了公有定居點貝內德卡林。2008年，收成集群博物館在耶路撒冷纳克拉沃社區開幕，以紀念加薩21定居點的歷史。許多原定居點居民在撤離前後皆發起抗議控訴政府強制驅離他們，並希望有朝一日能夠重返加薩來重建家園。
以色列軍在後來的2008至2009年「鑄鉛行動」中攻佔了部分原定居點，但在行動結束後又撤出。2014年加沙戰爭中，哈瑪斯從原定居點改造成的軍事基地對以色列發射火箭。2023年，新的加薩戰爭爆發使得以色列入侵加沙地带，許多原定居點再次被以軍攻佔，並建立莫拉格走廊、内察里姆走廊等以附近原定居點命名的軍事安全區。此事激起了要求以色列定居者重建加薩原定居點的討論，甚至還有建立新定居點的計劃。

## 轄下定居點
被標記*者為「收成集群」（古什卡提夫）的組成定居點。
- 貝多拉（英语：Bedolah）*
- 貝內阿茲蒙（阿茲蒙那）（英语：Bnei Atzmon）*
- 杜吉特（英语：Dugit）
- 艾萊西奈（英语：Elei Sinai）
- 加迪德（英语：Gadid）*
- 甘奧爾（英语：Gan Or）*
- 加尼塔爾（英语：Ganei Tal (Israeli settlement)）*
- 卡提夫（英语：Katif (Israeli settlement)）*
- 凱雷姆阿茲蒙那（英语：Kerem Atzmona）*
- 南方村（英语：Kfar Darom）*
- 濱海村（英语：Kfar Yam）*
- 莫拉格（英语：Morag (Israeli settlement)）*
- 內維德卡林（英语：Neve Dekalim）*
- 內察里姆（英语：Netzarim）
- 內澤爾哈薩尼（英语：Netzer Hazani (Israeli settlement)）*
- 尼賽尼特（英语：Nisanit）
- 佩亞特薩德（英语：Pe'at Sadeh）*
- 拉菲亞亞姆（英语：Rafiah Yam）*
- 西拉特哈亞姆（英语：Shirat HaYam）*
- 斯拉夫（英语：Slav (Israeli settlement)）*
- 特爾卡提法（英语：Tel Katifa）*